# Lagidium ahuacaense
Lagidium ahuacaense è  un roditore della famiglia Chinchillidae avvistato nell'Ecuador meridionale. Osservato per la prima volta nel 2005 e formalmente descritto nel 2009, 500 km a nord della più vicina popolazione di viscacce nel Perù centrale. È conosciuta solamente una popolazione avvistata in habitat rocciosi del Cerro El Ahuaca, un'isolata montagna granitica nel sud dell'Ecuador, e potrebbero esistere solo poche dozzine di individui. La specie è minacciata dagli incendi e dalle mandrie al pascolo, e gli scopritori raccomandano che il suo stato di conservazione sia posto tra i fortemente minacciati (CR).

## Tassonomia
Lagidium ahuacaense è stato osservato per la prima volta nel luglio del 2005, quando l'unica popolazione conosciuta è stata scoperta sul Cerro El Ahuaca, a oltre 500 km a nord dalla più settentrionale popolazione di viscaccia nel Perù centrale. La scoperta fu pubblicata in un articolo del 2006 da Florian Werner, Karim Ledesma e Rodrigo Hidalgo, che identificarono provvisoriamente la popolazione come rappresentante della specie peruviana Lagidium peruanum, ma non riscontrarono la possibilità che potesse trattarsi di una specie distinta. Tre anni dopo Ledesma, Werner, Ángel Spotorno, e Luis Albuja cominciarono a descrivere la popolazione come una nuova specie, sulla base di differenze morfologiche e di sequenza del DNA. Il nome specifico ahuacaense si riferisce al 'Cerro de Ahuaca', ma suggerirono il nome comune inglese "Ecuadorean mountain viscacha" (Viscaccia equadoreño di montagna).
Lagidium ahuacaense è stata la quarta specie del genere Lagidium ad essere descritta, dopo L. peruanum,L. viscacia e L. wolffsohni, sebbene altre specie potrebbero essere riconosciute tra L. peruanum, L. viscacia e L. wolffsohni è poco differenziata da L. viscacia. insieme alla viscaccia delle pianure (Lagostomus maximus) e al cincillà (Chinchilla), Lagidium forma la famiglia dei Chinchillidae dell'ordine rodentia. Tra i Lagidium, L. ahuacaense si distingue per circa il 7.9% della sequenza DNA mitocondriale del citocromo b, molto spesso usato quest'ultimo per lo studio dei legami filogenetici. Un'analisi cladistica ha posto la specie equadoreña come gruppo affine a tutti gli altri Lagidium, ma non v'è stato grande supporto a questa teoria. Anche l'analisi morfologica conferma che la popolazione equadoreña si differenzia dalle altre specie di Lagidium.

## Descrizione

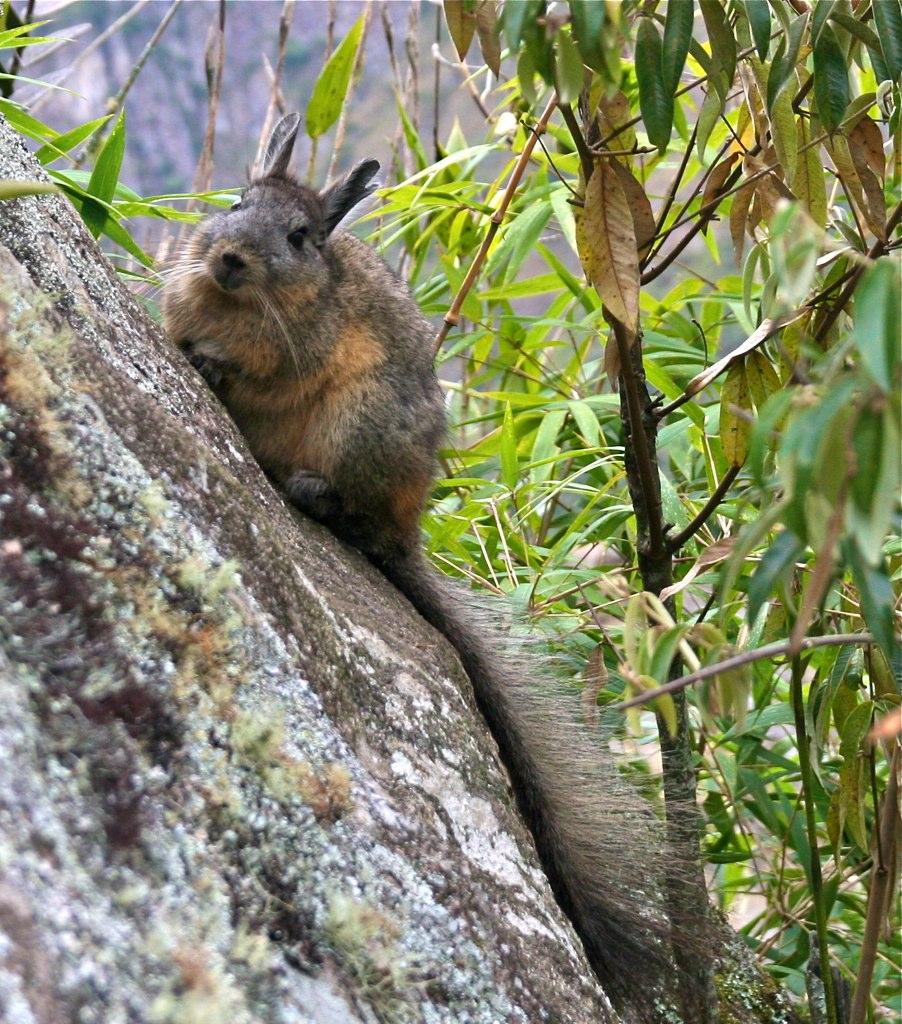
viscaccia peruviano (Lagidium peruanum), la specie più vicina a L. ahuacaense

Lagidium ahuacaense è un Lagidium di media grandezza con una pelliccia lanosa grigio-castano ed una coda molto lunga. Ha una banda nera che corre lungo la schiena. Le spesse e lunghe vibrisse sono prettamente marrone scuro come anche quelle sopra gli occhi. Le orecchie sono ricoperte da pelle scura,ed il ventre ha una colorazione bianco crema; le zampe anteriori dal manto castano sono visibilmente più piccole di quelle posteriori, che sono in parte ricoperte da un mix di peli castani crema e marroni scuri. Tutte le zampe hanno quattro dita, che si riducono in piccoli artigli curvi alle punte, e tre cuscinetti neri; i palmi delle zampe non sono coperti da pelo. Il pelo della coda è più lungo nella parte superiore, che ha un colore grigio-castano alla base, marrone-marrone chiaro e crema nella parte mediana e bruno-rossiccio in punta, mentre inferiormente si presenta marrone scuro. Nell'unico campione misurato la lunghezza di capo e corpo è pari a 403 mm, quella della coda 400 mm,85 mm per le zampe posteriori e 60 mm per le orecchie, e il peso di 2.03 kg.
Il teschio è lungo e compatto. Le ossa premascellari si estendono leggermente davanti agli incisivi superiori e gli archi zigomatici sono ampi. La sutura tra le ossa premascellari e frontali è più marcatamente curva che in L. peruanum , il rostro è più largo e la regione tra le orbite è più piccola rispetto a L. viscacia e L. wolffsohni. Le aperture nella parte anteriore del palato sono lunghe e strette. Il palato si estende fino al terzo molare superiore.
i lati della fossa mesopterigoidea sono più divergenti che negli altri Lagidium. La mandibola è potente. La formula dentaria è 
Gli incisivi sono larghi, bianchi e distintamente scanalati. I molari, coronati, a crescita continua.

## Ecologia e stato di conservazione
Lagidium ahuacaense è conosciuto solamente nel Cerro El Ahuaca, un inselberg di granito scosceso vicino Cariamanga nella provincia di Loja (Ecuador meridionale), dove si presenta a un'altitudine tra i 1950 e i 2480 m, ma solo presso superfici rocciose. La vegetazione è dominata da erba "melassa" (Melinis minutiflora). Mangiano piante come si evince dalle tracce lasciate. Il suo habitat sul Cerro El Ahuaca copre un'area di circa 120 ettari, e la popolazione totale non può superare le poche dozzine di individui. A parte qualche piccolo affioramento vicino al Cerro, non c'è un habitat idoneo nell'area, ma altre popolazioni potrebbero esistere da qualche altra parte nell'Ecuador meridionale o nel Perù settentrionale
La specie è minacciata dagli incendi, usati per il mantenimento dei campi attigui, che frequentemente vanno fuori controllo intaccando il suo habitat, e dalla competizione per il cibo con le mandrie al pascolo. Comunque la specie è sconosciuta agli abitanti e non cacciata. Per via del suo areale e popolazione limitati, Ledesma e i colleghi si sono raccomandati affinché sia posta sotto la IUCN Red List come Critically Endangered, minaccia critica, ed hanno proposto immediate azioni di conservazione per proteggere la popolazione del Cerro El Ahuaca e per ulteriori ricerche sulla su biologia.